# Elizabeth Taylor (socialreformator)
Elizabeth Taylor, död 1941, var en nyzeeländsk feminist, nykterhetsaktivist och socialreformator. Hon var medgrundare för National Council of Women of New Zealand 1896, ordförande för Women's Christian Temperance Union New Zealand (WCTU NZ) 1926-1935 och fredsdomare. 
Hon var Nya Zeelands delegat till Pan-Pacific Women's Conference 1928, och ordförande för Pan-Pacific Women's Association. 